# SH-02L
AQUOS ケータイ SH-02L（アクオス ケータイ エスエイチ ゼロニ エル）は、シャープが開発した、NTTドコモの第3.9世代移動通信システム（Xi）と第3世代移動通信システム（FOMA）のデュアルモード端末で、ドコモ ケータイ（spモードケータイ）の一つである。
本記事では、カメラレス仕様の派生端末であるSH-03L（エスエイチ ゼロサン エル）についても述べる。

## 概要
本端末は2016-2017冬春モデルとして発売されたSH-01Jの後継機種である。また、本端末の発売から約5ヶ月後の2019年7月5日には、ブラックをベースにカメラレス化した法人向けの派生端末となるSH-03Lが発売された。

## 特徴
前身機種のSH-01Jで搭載された「でかレシーバー」はスピーカー部の大きさを約15%大型化され、開口面積も広くなった。SH-01Jで対応したVoLTEは次世代通話用コーデックであるEVS-WBに対応した。また、バイブレーションをSH-01Jから約1.4倍大型化されたことで振動がアップされ、キーにはドームのでっぱりを追加して押したときにクリック感を生むように改良された。充電方式には電池への負担が少ないインテリジェントチャージに対応している。
防水・防塵性能に加え、アメリカ国防総省の納品用規格であるMIL規格（MIL-STD-810G）に準拠した試験をクリアしており、SH-01Jと同じく対応している耐衝撃（落下）に加え、浸漬・耐振動・温度衝撃・高温保管・高温動作・低圧保管・低温保管の7項目が追加され、8項目対応となった。また、市販のアルコール除菌シートを使用しての拭き取りも可能である（使用を想定した試験において著しい変色・退色・剥がれのないことを確認済み）。迷惑電話対策も施され、名前や用件を名乗るように音声メッセージを相手に流し、あやしい電話の場合は「代理応答」を使って終話させることが可能である。
「クイック起動キー」やスマートフォン・タブレットとの連携機能「PASSNOW（パスナウ）」、おサイフケータイ、ワンセグ、赤外線通信はSH-01Jから引き続き搭載される。

## SH-03L
SH-03Lは「AQUOSケータイ SH-02L」のブラックをベースにカメラレス化した機種。カメラの持ち込みが禁止されている工場やオフィスなど、ビジネスでの用途を想定している。
外出先での紛失や盗難にあってしまった時に備え、本体やmicroSDメモリーカード内のデータを暗号化する機能を搭載し、オフィス内の内線電話として利用可能な「オフィスリンク」に対応する（要申込・有料サービス）。また、2-プロパノール（イソプロピルアルコール）・エタノール・次亜塩素酸ナトリウムの3種類に対応した耐薬品性能もある。
なお、カメラレス化だけでなくワンセグも非搭載となり、一部のアプリ（あんしんフィルター・家族あんしん通知・PASSNOW・SH SHOW・バーコードリーダー）も非搭載となる。

## 搭載アプリ
(A)はSH-02Lのみに搭載されているアプリ
ドコモのアプリ
- 電話アプリ
- ドコモ電話帳
- メモ
- スケジュール
- ドコモメール
- ドコモデータコピー
- 災害用キット
- ドコモあんしんスキャン
- iDアプリ
- あんしんナンバーチェック
- あんしんフィルター (A)
- おサイフケータイ
- 楽天Edy→2022年10月、アプリ内提供サービスの大幅なサービス縮小。残高確認以外はブラウザを利用し、楽天Edy公式ホームページのメニュ「チャージ・残高照会」を手動で通さなければならない。
- ドコモ留守電
- 緊急速報「エリアメール」
- ドコモ地図ナビ→2023年2月28日をもってサービス終了
- dアカウント設定
- ドコモアプリ管理
- ドコモ位置情報
- あんしんマネージャー

その他のアプリ
- SMS→+メッセージ
- PCメール
- ブラウザ
- ダウンロード
- 家族あんしん通知 (A)
- 長エネスイッチ
- カメラ (A)
- テレビ（ワンセグ） (A)
- ミュージック
- データBOX
- 通話音声・伝言メモ
- 設定
- 電卓
- アラーム
- ボイスレコーダー
- タイマー
- ストップウォッチ
- 世界時計
- 歩数計
- PASSNOW（タブレット連携） (A)
- 赤外線
- データ引継
- 取扱説明書
- SH SHOW (A)
- バーコードリーダー (A)
- スピードダイヤル

## 歴史
- 2018年10月17日 - 2018-2019冬春モデルの1機種として、AQUOS ケータイ SH-02Lの開発を発表[5]。
- 2019年
  - 2月4日 - AQUOS ケータイ SH-02Lの発売日を発表[6]。
  - 2月8日 - AQUOS ケータイ SH-02Lを発売。
  - 5月16日 - 2019年夏モデルの1機種として、SH-03Lの開発を発表[7]。
  - 7月2日 - SH-03Lの発売日を発表[8]。
  - 7月5日 - SH-03Lを発売。

## アップデート
本アップデートはAQUOS ケータイ SH-02Lでのアップデートとなる。最新のアップデートを行うことで過去に実施された不具合や品質改善のアップデートがすべて適用される。ただし、最新のアップデートを適用するには「2019年9月9日のアップデート」を適用する必要がある。最新のアップデート適用時のビルト番号は01.00.09である。
2019年2月15日のアップデート
- 楽天Edyアプリの不具合（まれに起動しない場合がある）が改善される

2019年3月25日のアップデート
- 歩数計の不具合（歩数の数値が異常な値になる場合がある）が改善される

2019年6月10日のアップデート
- 電池の消費量が最適化される

2019年9月9日のアップデート
- 品質改善が行われる

2020年2月17日のアップデート
- 画面ロックの不具合（まれに解除ができなくなる場合がある）が改善される

2020年9月29日のアップデート
- MicrosoftのExchenge Onlineにて、OAuth2認証に対応する
- 電話帳に関する不具合（着信音設定にて、任意の着信音を選択後、プリセット着信音に戻すことができなくなる）が改善される

2020年12月21日のアップデート
- 品質改善が行われる
- セキュリティ更新が行われ、設定メニューのセキュリティパッチが2020年11月となる

2021年3月24日のアップデート
- 待受画面のカレンダー表示における祝日情報の改善。
- セキュリティ更新が行われ、設定メニューのセキュリティパッチが2021年2月となる

2021年7月8日のアップデート
- アラームにおける祝日情報の改善。
- セキュリティ更新が行われ、設定メニューのセキュリティパッチが2021年6月となる

2021年9月7日のアップデート
- ＋メッセージアプリに対応し、SMSアプリを既存のSMSアプリから＋メッセージアプリに変更（既存のSMSアプリに戻すことも可能）
- セキュリティ更新が行われ、設定メニューのセキュリティパッチが2021年7月となる

2021年12月20日のアップデート
- 品質改善が行われる。

2022年7月26日のアップデート
- ドコモnanoUIMカード Ver.7（グリーン）を挿入した際、緊急通報（110、118、119）時に通知する位置測位精度が下がる事象を改善。
- ドコモnanoUIMカード Ver.7（グリーン）を挿入した際、「イマドコサーチ」 「ケータイお探しサービス」 が利用できないおよびドコモ位置情報設定ができない事象を改善。
- セキュリティ更新が行われ、設定メニューのセキュリティパッチが2021年10月となる。

2023年3月22日のアップデート
- 品質改善が行われる。